# Gajim
Gajim ne doit pas être confondu avec Gaim, un autre client de messagerie instantanée.
 (février 2013).
Gajim est un logiciel libre client de messagerie instantanée pour le réseau standard ouvert Jabber (XMPP).
Gajim utilise la bibliothèque (d'interface graphique) GTK+. Il fonctionne sous UNIX, GNU/Linux, GNU/hurd, BSD et Microsoft Windows.
Le but du projet Gajim est de fournir un client XMPP complet et facile à utiliser aux utilisateurs de GTK+. Gajim ne requiert pas l'environnement GNOME pour fonctionner, bien qu'il soit particulièrement bien intégré dans ce dernier.
Gajim n'a rien à voir avec l'ancien Gaim (renommé en Pidgin) malgré sa similitude au niveau du nom. Ces deux logiciels libres clients de messagerie instantanée ont en commun l'utilisation de GTK+, mais Gajim n'est en rien un fork de Pidgin. Gajim est acronyme de Gajim is A Jabber Instant Messenger ou bien Gtk Absolute Jabber Instant Messenger.

## Fonctions de Gajim

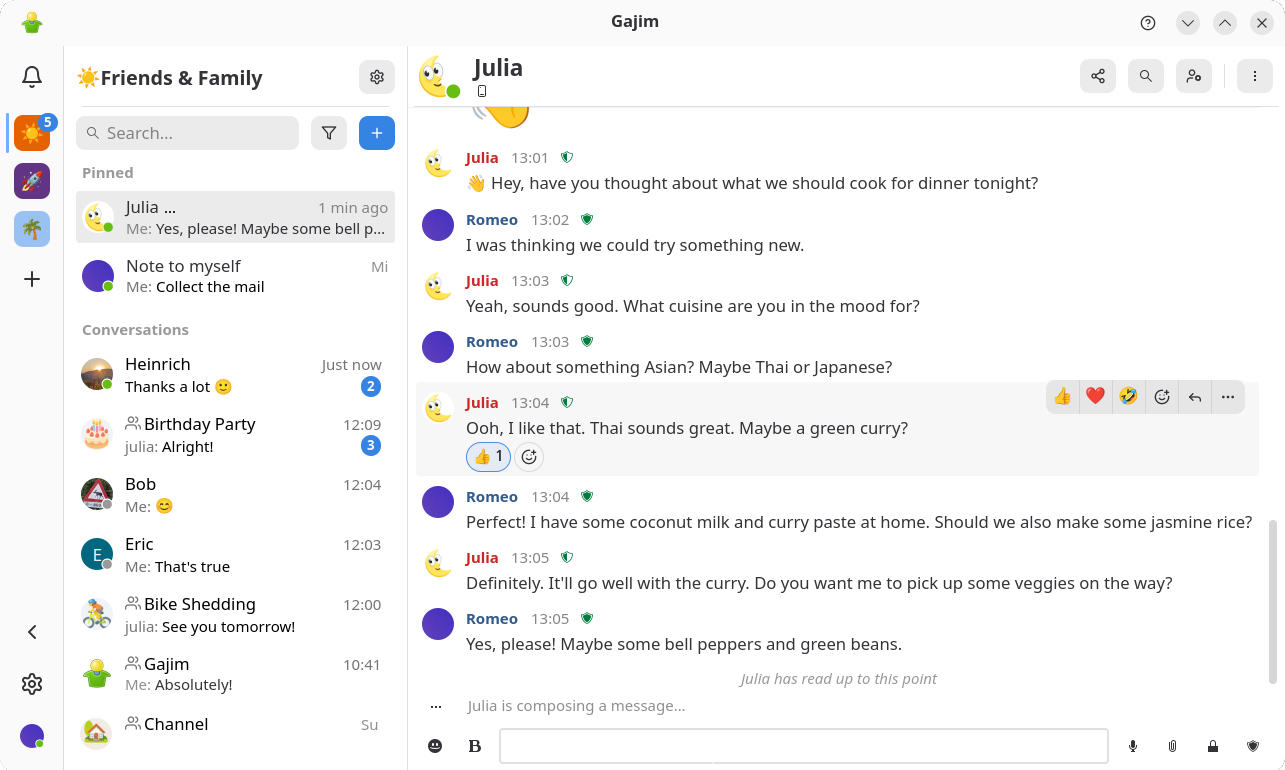
Gajim, avec 3 espaces de travail et la liste des discussions ouverte sur l'une d'elles.

- Fenêtres de discussion avec onglets
- Support des groupes de discussion (avec le protocole MUC)
- Gestion des émoticônes statiques et animés
- Gestion des avatars
- Transfert de fichier
- Détection des liens
- Marque-pages pour les groupes de discussion
- Icône de notification dans la barre système
- Notifications par popups
- Correction orthographique
- Notifications d'état de discussion
- Support TLS/SSL, GnuPG et Chiffrement point à point ( 
OTR [3] )
- Support de l'enregistrement de transport
- Gestion/découverte des services incluant les nœuds
- Possibilité d'utiliser plusieurs comptes
- Fonctions de recherche dans Wikipédia, un dictionnaire ou un moteur de recherche
- Support de DBus
- Console XML
- Gestion des vCard
- Gestion des thèmes et thèmes d'icônes
- Prise en charge du formatage de texte entrant (XHTML-IM)
- Gestion du son lors des évènements
- Prise en charge de GMail
- Éditeur de configuration avancé
- Gestion de l'audio/vidéo avec Jingle (0.14), fonctionnalité retirée depuis la version 2.0.0 (car non-maintenue)[4]
- Gestion des réactions (émoji sous un message)

Gajim est disponible en plus de 30 langues, incluant : allemand, anglais, anglais britannique, basque, biélorusse, brésilien, bulgare, chinois (simplifié), croate, danois, espagnol, espéranto, français, gaélique, hébreu, hongrois, italien, japonais, kazakh, lituanien, norvégien (bokmål), polonais, russe, serbe, slovaque, suédois, tchèque, turc et ukrainien.

## Fonctions réseau
Parce que Jabber supporte les transports vers d'autres services et qu'ils sont disponibles sur beaucoup de serveurs, il peut se connecter aux réseaux propriétaires Yahoo! Messenger, AIM, ICQ, et, quand ces derniers existaient encore, MSN Messenger/Windows Live Messenger.
D'autres services sont accessibles au travers des transports disponibles sur les serveurs, incluant les flux d'informations RSS et Atom, l'envoi de messages par téléphone cellulaire SMS, le courriel, l'IRC et les prévisions  météorologiques. Pour en savoir plus, voir Jabber.